# Стрей
Стрей (рум. Strei) — село у повіті Хунедоара в Румунії. Адміністративно підпорядковане місту Келан.
Село розташоване на відстані 282 км на північний захід від Бухареста, 19 км на південь від Деви, 127 км на південь від Клуж-Напоки, 136 км на схід від Тімішоари.

## Населення
За даними перепису населення 2002 року у селі проживали 384 особи, з них 379 осіб (98,7%) румунів. Рідною мовою 380 осіб (99,0%) назвали румунську.